# Třída R (1943)
Třída Romolo (jinak též třída R) byla třída transportních ponorek italského královského námořnictva z období druhé světové války. Celkem bylo rozestavěno 12 jednotek této třídy, ale dokončeny byly pouze dvě. Ve službě v italském námořnictvu byly krátce během roku 1943. Obě byly potopeny. Byly to poslední postavené a zároveň největší oceánské ponorky královského námořnictva.

## Stavba
Hlavním úkolem ponorek byla přeprava nedostatkových surovin (např. kaučuku) do Japonska a zpět. Proto se vyznačovaly značným dosahem, ale naopak nižšími výkony a slabší výzbrojí. Celkem bylo rozestavěno 12 ponorek této třídy. Do stavby se zapojily loděnice Tosi v Tarentu, CRDA v Monfalcone a OTO v Muggiano. Dokončeny byly pouze dvě jednotky ze šesti stavěných loděnicí Tosi. Do služby byly přijaty roku 1943. Další čtyři jednotky tam rozestavěné byly sešrotovány. Tři ponorky rozestavěné loděnicí CRDA po italské kapitulaci ukořistili Němci. Neúspěšně se je snažili dokončit, ke konci války je potopilo spojenecké letectvo. Tři rozestavěné ponorky loděnice OTO rovněž ukořistili Němci. Sami je nedokončené potopili na konci války. Po válce bylo všech šest ponorek vyzvednuto a šešrotováno.
Jednotky třídy Romolo:
| Jméno  | Loděnice | Založení kýlu | Spuštěna          | Vstup do služby | Poznámky |
| ------ | -------- | ------------- | ----------------- | --------------- | --- |
| Remo   | Tosi     | 1942          | 28. března 1943   | červen 1943     | Dne 15. července 1943 v Tarentském zálivu potopena britskou ponorkou HMS United.                                                      |
| Romolo | Tosi     | 1942          | 21. března 1943   | červen 1943     | Dne 18. července 1943 potopena britským letectvem.                                                                                    |
| R3     | Tosi     | 1943          | 7. září 1946      | –               | Dokončena ze 77 %. Sešrotována 1947.                                                                                                  |
| R4     | Tosi     | 1943          | 30. září 1946     | –               | Dokončena ze 71 %. Sešrotována 1947.                                                                                                  |
| R5     | Tosi     | 1943          | –                 | –               | Stavba zrušena 1944. |
| R6     | Tosi     | 1943          | –                 | –               | Stavba zrušena 1944. |
| R7     | CRDA     | 1943          | 21. října 1943    | –               | Dne 10. září 1943 nedokončená zajata Němci. Označena UIT4. Nedokončena. Potopena spojeneckým letectvem, 1946 vyzvednuta, sešrotována. |
| R8     | CRDA     | 1943          | 28. prosince 1943 | –               | Dne 10. září 1943 nedokončená zajata Němci. Označena UIT5. Nedokončena. Potopena spojeneckým letectvem, 1946 vyzvednuta, sešrotována. |
| R9     | CRDA     | 1943          | 27. února 1944    | –               | Dne 10. září 1943 nedokončená zajata Němci. Označena UIT6. Nedokončena. Potopena spojeneckým letectvem, 1946 vyzvednuta, sešrotována. |
| R10    | OTO      | 1943          | 12. července 1944 | –               | Dne 9. září 1943 nedokončená zajata Němci. Označena UIT1. Nedokončená, ke konci války potopena, 1946 vyzvednuta, sešrotována.         |
| R11    | OTO      | 1943          | 6. srpna 1944     | –               | Dne 9. září 1943 nedokončená zajata Němci. Označena UIT3. Nedokončená, ke konci války potopena, 1946 vyzvednuta, sešrotována.         |
| R12    | OTO      | 1943          | 29. září 1944     | –               | Dne 9. září 1943 nedokončená zajata Němci. Označena UIT3. Nedokončená, ke konci války potopena, 1946 vyzvednuta, sešrotována.         |

## Konstrukce
Ponorky unesly až 600 tun nákladu. Výzbroj ponorek sloužila zejména k jejich obraně. Nesly tři 20mm kanóny a dva příďové 450mm torpédomety. Pohonný systém tvořily dva diesely Tosi o výkonu 2600 bhp a dva elektromotory Marelli o výkonu 900 bhp, pohánějící dva lodní šrouby. Nejvyšší rychlost dosahovala 14 uzlů na hladině a 6,5 uzlu pod hladinou. Dosah byl 12 000 námořních mil při rychlosti 9 uzlů na hladině a 90 námořních mil při rychlosti 4 uzly pod hladinou. Operační hloubka ponoru dosahovala 100 metrů.

## Služba
Operační služba obou dokončených ponorek trvala pouze několik týdnů. Obě byly potopeny.